# تریشچین الکترونیا
تریشچین الکترونیا (به لاتین: Tryszczyn-Elektrownia) یک منطقهٔ مسکونی در لهستان است که در گمینا کورونووو واقع شده‌ است.